# Jolanta Wojnarowicz
Jolanta Wojnarowicz (ur. 28 października 1977) – polska judoczka.
Była zawodniczka Klubu Judo AZS Opole (1990-2003). Brązowa medalistka mistrzostw Europy seniorek 1998 w kategorii do 48 kg. Sześciokrotna medalistka zawodów pucharu świata: srebrna (Warszawa 1995) i pięciokrotna brązowa (Warszawa 1994, Leonding 1998, Warszawa 1998, Praga 1999, Praga 2001). Mistrzyni Europy juniorek 1995 (i brązowa medalistka 1994). Brązowa medalistka Uniwersjady 1995 w turnieju drużynowym. Dziewięciokrotna medalistka mistrzostw Polski seniorek: trzykrotna złota (1996, 2001, 2002), srebrna (1995) i pięciokrotna brązowa (1993, 1994, 1998, 1999, 2000).